# La mujer de las medias blancas
La mujer de las medias blancas es un óleo sobre lienzo de 1864 de Gustave Courbet, que se encuentra en la Fundación Barnes en Filadelfia.

## Origen
Se desconoce el origen y propietario, pero probablemente un particular la encargó al pintor, ya que la obra nunca se exhibió en público en el siglo XIX. Según la inscripción autógrafa, la obra habría sido regalada por Courbet a su amigo Pierre-Auguste Fajon. Albert C. Barnes compró el cuadro al marchante de arte Henri Barbazanges en 1926. Es la primera obra licenciosa del pintor, que producirá en la misma década las más conocidas El sueño (1866) y El origen del mundo (1866). Recuerda las fotografías eróticas y pornográficas que entonces se tomaban en los burdeles y  en esos locales se vendían a los clientes, de las que Courbet tenía una colección.

## Descripción
En un rincón de la naturaleza, con una masa de agua de fondo, se presenta en primer plano a una mujer joven sentada de frente reclinándose hacia atrás, poniéndose o sacándose la media del pie derecho que descansa sobre la rodilla de la otra pierna que todavía mantiene la media y un zapato rojo; excepto esto, está desnuda, la ropa apilada detrás sobre la hierba. Dejando en sombra toda una parte del cuerpo, un rayo de luz entre el follaje ilumina el rostro de la joven, sus piernas y muslos levantados. Debido a la postura reveladora el espectador vislumbra los genitales de la mujer, de los que se atreve a dibujar el relieve y los pliegues, todo sugerido. Ella lanza una mirada seductora hacia fuera del marco, espacio ocupado por el espectador, quizás hacia su amante, o el cliente, ya que el sendero trillado delante de ella es probablemente una alusión a la prostitución.

## Reinterpretación
Marcel Duchamp reinterpretó este lienzo como parte de una serie de grabados sobre cobre titulándolo Morceaux choisis d'après Courbet en 1968. Aquí la mujer no mira hacia el espectador y hay un pájaro, aludiendo a otra obra de Courbet, Mujer con loro.